# کلی واکر
کلی واکر (انگلیسی: Clay Walker؛ زادهٔ ۱۹ اوت ۱۹۶۹) یک موسیقی‌دان اهل ایالات متحده آمریکا است. وی از سال ۱۹۹۳ میلادی تاکنون مشغول فعالیت بوده‌است. 